# Angelo Aimo
Angelo Aimo (Manerbio, 17 novembre 1964) è un allenatore di calcio ed ex calciatore italiano, di ruolo centrocampista.

## Carriera
Debutta in Serie B con il Perugia nel 1982 e, dopo due stagioni come riserva, scende di categoria in Serie C2 con le maglie di Fano, Ospitaletto e Treviso.
Nel 1988 gioca in Serie C1 con il Modena e l'anno seguente con il Prato, e nel 1990 torna tra i cadetti disputando due stagioni da titolare con il Cosenza per un totale di 60 presenze e 6 gol.
Gioca negli anni successivi con il Como, il Viareggio e termina la carriera da professionista nel 1995 con il Ponsacco. Nel 1996 termina la carriera da giocatore dopo una stagione alla Vaianese.

## Statistiche

### Presenze e reti nei club
| Stagione        | Squadra         | Campionato      | Campionato | Campionato | Totale   | Totale |
| Stagione        | Squadra         | Campionato      | Presenze   | Reti       | Presenze | Reti   |
| --------------- | --------------- | --------------- | ---------- | ---------- | -------- | ------ |
| 1982-1983       | Perugia         | B               | 2          | 0          | 2        | 0      |
| 1983-1984       | Perugia         | B               | 13         | 0          | 13       | 0      |
| Totale Perugia  | Totale Perugia  | Totale Perugia  | 15         | 0          | 15       | 0      |
| 1984-1985       | Fano            | C2              | 29         | 2          | 29       | 2      |
| 1985-1986       | Ospitaletto     | C2              | 28         | 7          | 28       | 7      |
| 1986-1987       | Treviso         | C2              | 28         | 3          | 28       | 3      |
| 1987-1988       | Treviso         | C2              | 31         | 4          | 31       | 4      |
| Totale Treviso  | Totale Treviso  | Totale Treviso  | 59         | 7          | 59       | 7      |
| 1988-1989       | Modena          | C1              | 34         | 4          | 34       | 4      |
| giu.-ott. 1989  | Cosenza         | B               | 3          | 0          | 3        | 0      |
| ott. 1989-1990  | Prato           | C1              | 28         | 1          | 28       | 1      |
| 1990-1991       | Cosenza         | B               | 34         | 4          | 34       | 4      |
| 1991-1992       | Cosenza         | B               | 23         | 2          | 23       | 2      |
| Totale Cosenza  | Totale Cosenza  | Totale Cosenza  | 57         | 6          | 57       | 6      |
| 1992-1993       | Como            | C1              | 19         | 1          | 19       | 1      |
| 1993-1994       | Viareggio       | C2              | 18         | 3          | 18       | 3      |
| 1994-1995       | Ponsacco        | C2              | 25         | 3          | 25       | 3      |
| 1995-1996       | Vaianese        | ?               | ?          | ?          | ?        | ?      |
| Totale carriera | Totale carriera | Totale carriera | 315        | 34         | 315      | 34     |